# Битва при Пелагонии
Битва при Пелагонии (греч. Μάχη της Πελαγονίας) — сражение, произошедшее в августе или сентябре 1259 года между войсками Никейской империи под руководством Иоанна Палеолога и объединёнными силами «антиникейской» коалиции: Эпирского царства, Ахейского княжества и Сицилийского королевства. Закончилась победой никейцев.

## Предыстория
После падения Византийской империи в результате Четвертого крестового похода в 1204 году двумя главными претендентами на имперское наследие Византии были Никейская империя в западной части Малой Азии и Эпирский деспотат в западной Греции. Это породило постоянное соперничество между двумя государствами по поводу того, какое из них первым вернет Константинополь. Никея получила важное преимущество после завоевания Македонии никейским императором Иоанном III Ватацем. После завоеваний Ватаца регион Пелагония в западной Македонии стал пограничной зоной между владениями Никеи и Эпира.
Когда Ватац умер в 1254 году, правитель Эпира Михаил II Комнин Дука поддержал восстание против Никеи в Албании и вторгся в никейские владения, захватив крепость Прилеп и местного никейского наместника. Однако наступление Михаила II на Фессалоники было прервано, когда Манфред Сицилийский высадил свои войска в Албании и захватил ее большую часть, а также Корфу.  Подобно более ранним норманнским королям Сицилии, у Манфреда были свои амбиции на Балканах, а вынужденное пребывание его сводной сестры Констанции, вдовы Ватаца, при никейском дворе только обострило отношения с Никеей. Таким образом, когда Михаил II предложил передать Албанию и Корфу в качестве приданого его старшей дочери Елены, Манфред согласился. Теперь Михаил II сформировал более широкий антиникейский союз, отдав свою вторую дочь Анну латинскому князю Ахайи Вильгельму Виллардуэну. Михаил II также заручился поддержкой сербского короля Стефана Уроша, в то время как сын и преемник Ватаца Феодор II Ласкарис, в свою очередь, стремился поддержать Константина Тихого из Болгарии, выдавшего за него замуж свою дочь Ирину. Однако, прежде чем он смог провести кампанию против Эпира, он умер, и ему наследовал его маленький сын Иоанн IV Ласкарис. Очень скоро власть захватил амбициозный аристократ Михаил Палеолог, сначала в качестве регента, а затем в качестве старшего соправителя.

## Силы сторон
Правитель Эпира потерял большую часть своей территории, но вскоре его латинские союзники пришли ему на помощь. Манфред, занятый конфликтами с гвельфами в центральной Италии, не приехал лично — хотя о его присутствии ошибочно сообщают почти современные источники, такие как Никифор Григора и Маттео Спинелли, — но послал 400 великолепно экипированных немецких рыцарей, которые, вероятно, высадились в Авлоне, чтобы присоединиться к силам Михаила II. Греческая и французская версии «Морейской хроники» упоминают войска из Ахайи, герцогства Афины, триархии Негропонте и герцогства Архипелага под командованием Гильома II де Виллардуэна, что подразумевает общее феодальное ополчение из франкских государств Греции, которые были вассалами князя Ахайи. Многие из самых выдающихся дворян франкской Греции также приняли участие в экспедиции. Ахейское войско пересекло Коринфский залив в Навпакте и двинулось к эпирской столице Арте, прежде чем пересечь Пинд и присоединиться к силам других франкских государств в Таласионе (возможно, Эласоне в северной Фессалии). Михаила Эпирского в свою очередь сопровождал его старший сын Никифор, а также его внебрачный сын Иоанн Дука, который привел с собой много валахов из Великой Влахии в Фессалии. Арагонская хроника Мореи оценивает армии франков в 8 тыс. тяжеловооруженных и 12 тыс. легковооруженных солдат, включая двадцать герцогов, графов и баронов; и 8 тыс. тяжеловооруженных и 18 тыс. легковооруженных солдат для армии Эпира. Эти цифры повсеместно считаются современными учёными преувеличенными.
С никейской стороны армия состояла не только из местных греческих контингентов из Азии, Македонии и Фракии, но и из множества наемников; согласно Морейской хронике, отобранные 300 немецких рыцарей и 1500 венгерских конных лучников, а также 600 сербских всадников, также «все хорошие лучники», болгарская конница и 1500 турецких и 2000 половецких всадников. В «Хронике» упоминается, что немцев возглавлял «герцог Карентаны», обычно отождествляемый с Каринтией. Герцогом в то время был Ульрих III, но он правил гораздо позже 1259 года и, вероятно, не был в битве, где, как утверждает «Хроника», был убит бароном Каритены Жоффруа де Бриэля. Современный редактор греческой версии хроники Петрос П. Калонарос предположил, что «герцог Карантаны» — вымышленный персонаж, символизирующий храброго воина, а само имя было выбрано, возможно, под влиянием искаженного имени Каритена.. Также вероятно, что на стороне никейцев сражались латиняне, хотя они явно не упоминаются: они были видным элементом никейских армий, и Михаил Палеолог рассчитывал на их поддержку при своей узурпации. Общая численность никейской армии нигде не сообщается, за исключением упоминания в греческой хронике, что она состояла из 27 полков (аллагион). Однако, по словам историка Дено Джона Геанакоплоса, «утверждения „Хроники Мореи“ часто преувеличены», и «из источников складывается четкое впечатление […] что союзные силы превосходили никейские по размеру».

## Ход битвы
Тактика, примененная никейцами в этой битве, была примитивной. Тяжелая конница никейцев, в том числе германские и венгерские наемники, держали оборону на холме, тогда как куманские (половецкие) и турецкие конные лучники, а также вифинская легкая пехота атаковали противника у подножия холма. Никейцам также удалось ввести противника в заблуждение, гоняя в удалении скот, создавая видимость многочисленной армии.

## Итоги
Сын Михаила II Иоанн и другие знатные греки из лагеря Михаила II явились к Иоанну Палеологу и принесли клятву верности никейскому императору.
Большинство сицилийцев либо погибло, либо попало в плен. Их королю Манфреду удалось бежать.
Вильгельм II Виллардуэн бежал с поля битвы, но был опознан недалеко от Кастории и взят в плен. Впоследствии, чтобы возвратить себе свободу, франкский государь должен был по договору 1262 года уступить грекам Монемвасию, Майну и Мистру. Поражение сил Ахейского княжества обрекло на гибель Латинскую империю, у которой не оставалось более сильных союзников. Через два года, в 1261 году она пала. В Константинополе Михаилом VIII Палеологом была восстановлена Византийская империя.
Дальнейшая война между Никейской империей и Эпиром шла с переменным успехом и закончилась заключением перемирия.
Битва стала решающим событием для истории Балкан. С распадом эпиро-латинского союза Михаил Палеолог получил возможность продолжить завоевание Константинополя и возрождение Византийской империи: остатки Латинской империи теперь были отрезаны от любой помощи, а пленение Виллардуэн лишил её, по словам Дональда Николя, «единственного способного защитника». Уже в 1260 году Михаил Палеолог напал на Константинополь, поскольку один из пленённых в Пелагонии рыцарей, чей дом находился в городских стенах, обещал открыть ворота. Он не сделал этого, и вместо этого Палеолог предпринял неудачную атаку на Галату. Константинополь был окончательно захвачен, почти случайно, Алексеем Стратигопулом 25 июля 1261 года, что позволило восстановить Византийскую империю под династией Палеологов..
Битва при Пелагонии привела к немедленной, но кратковременной территориальной экспансии никейцев в Греции: Иоанн Палеолог вторгся в Фессалию и Афинское герцогство вплоть до Фив, в то время как Алексей Стратигопул и Иоанн Рауль Петралиф получили задание покорить собственно Эпир. Стратигопул и Петралиф пересекли горы Пинд, обошли оставленную в осаде Янину и захватили Арту, заставив Михаила II бежать на остров Кефалония. В Арте они нашли и освободили многих никейских пленников, включая акрополитов. Однако в следующем году никейские успехи были в значительной степени сведены на нет: Иоанн Дука перешёл на сторону отца, а высадившийся в Арте с наемной итальянской армией Михаил II заручился поддержкой местного населения. Эпироты разгромили никейцев, а сам Стратигопул был взят в плен и некоторое время был в плену
Битва была особенно тяжелым ударом для княжества Ахайя. Это было её первое тяжелое поражение, и одним ударом потеряла большую часть армии и знати. Вместе с князем были также захвачены его близкие родственники Анселин де Туси и Жоффруа де Бриэль. В результате весь полуостров Морея также был открыт для амбиций Михаила Палеолога. Император предложил освободить Виллардуэна и его дворян и обеспечить их подходящими слугами, если они передадут ему княжество; и хотя Виллардуэн отказался, после падения Константинополя он наконец согласился передать ряд крепостей и принести клятву верности Палеологу в обмен на его свободу. Это было ратифицировано так называемым «Парламентом дам» (так как большинство мужчин-дворян Ахайи были пленниками), и в начале 1262 года Виллардуэн был освобожден, а византийцам передали крепости Монемвасия и Мистра, а также полуостров Мани. Оттуда византийцы предприняли несколько попыток завоевать Ахею, и хотя на тот момент они потерпели неудачу, они обошлись ахейцам чрезвычайно дорого. В долгосрочной перспективе этот византийский опорный пункт стал основой Морейского деспотата, где византийская культура переживала свой последний расцвет перед османским завоеванием.
Поражение при Пелагонии также положило конец превосходству княжества Ахейского в делах франкской Греции, а последовавшее за этим никейско-византийское наступление ещё больше ограничило его политическую независимость. Не имея больше возможности противостоять византийцам, Вильгельм обратился за помощью к захватившему Сицилию и Неаполь Карлу Анжуйскому, как, столкнувшись с общим врагом, поступили греческие правители Эпира и Фессалии. Результатом стал Витербосский договор 1267 года, после которого, по словам историка Питера Локка, «Франкские государства Эгейского моря […] стали фактически пограничными владениями анжуйского королевства Неаполя и больше не были полноправными владениями. Они стали частью властной политики Средиземноморья, рассматриваемой с неаполитанской точки зрения»